# Gof Dukana
Gof Dukana är en krater i Kenya.   Den ligger i länet Marsabit, i den norra delen av landet, 600 km norr om huvudstaden Nairobi. Toppen på Gof Dukana är 750 meter över havet.
Terrängen runt Gof Dukana är platt.  Trakten runt Gof Dukana är nära nog obefolkad, med mindre än två invånare per kvadratkilometer. Det finns inga samhällen i närheten. Omgivningarna runt Gof Dukana är i huvudsak ett öppet busklandskap.